# Moritz Schmitt
Moritz Schmitt (* 2. Juli 1794 in Bingen; † 5. April 1850 in Mainz) war ein hessischer Richter und Politiker und Abgeordneter der 2. Kammer der Landstände des Großherzogtums Hessen.
Moritz Schmitt war der Sohn des promovierten Arztes Philipp Schmitt und dessen Ehefrau Maria Anna, geborene Mellhaus. Schmitt, der katholischen Glaubens war, heiratete am 2. Juni 1821 in Mainz Therese geborene Brotzelter.
Schmitt studierte ab 1814 Rechtswissenschaften an der Universität Heidelberg. 1824 wurde er Ergänzungsrichter, später Advokat am Kreisgericht Mainz. 1840 wurde er dort wirkliches Mitglied und 1843 Vizepräsident.
Von 1832 bis 1841 gehörte er der Zweiten Kammer der Landstände an. Er wurde zunächst für den Wahlbezirk Wahlbezirk Rheinhessen 5/Bingen und dann für den Wahlbezirk der Stadt Bingen gewählt. 1834 war er Präsident der zweiten Kammer.